# Jekaterinburg
Jekaterinburg (ryska: Екатеринбург) är en stad i Sverdlovsk oblast vid Uralbergen, grundad 18 november 1723 av tsar Peter I den store och uppkallad efter hans maka, den blivande Katarina I. I Jekaterinburg avrättades Rysslands siste tsar Nikolaj II och hela hans familj den 17 juli 1918.
Mellan 1924 och 1990 hette staden Sverdlovsk (Свердловск), efter bolsjevik-ledaren Jakov Sverdlov, men återfick sitt gamla namn efter Sovjetunionens upplösning. Jekaterinburg har omkring 1,4 miljoner invånare vilket gör staden till Rysslands fjärde största.

## Administrativt område

### Stadsdistrikt
Jekaterinburg är indelat i sju stadsdistrikt.
| Stadsdistrikt      | Invånarantal 9 oktober 2002 | Invånarantal 14 oktober 2010 | Invånarantal 1 januari 2015 |
| ------------------ | --------------------------- | ---------------------------- | --------------------------- |
| Kirovskij          | 212 587                     | 211 271                      | 223 615                     |
| Leninskij          | 152 970                     | 156 307                      | 156 814                     |
| Oktiabrskij        | 119 286                     | 135 346                      | 143 560                     |
| Ordzjonikidzevskij | 261 985                     | 270 944                      | 280 329                     |
| Tjkalovskij        | 222 690                     | 240 486                      | 258 489                     |
| Verch-Isetskij     | 180 852                     | 187 732                      | 206 363                     |
| Zjeleznodorozjnyj  | 143 167                     | 147 686                      | 158 872                     |
| TOTALT             | 1 293 537                   | 1 349 772                    | 1 428 042                   |

Invånarantalet för 2010 och 2015 inkluderar områden som inte ingick år 2002. Se tabellen nedan.

### Stadens administrativa område
Jekaterinburg administrerar även områden utanför själva centralorten. 
| Stad/Ort         | Invånarantal 9 oktober 2002 | Invånarantal 14 oktober 2010 | Invånarantal 1 januari 2015 |
| ---------------- | --------------------------- | ---------------------------- | --------------------------- |
| Jekaterinburg    | 1 293 537                   | 1 349 772                    | 1 428 042                   |
| Koltsovo         | 14 735                      | Ingen uppgift                | Ingen uppgift               |
| Sjirokaja Petjka | 1 150                       | Ingen uppgift                | Ingen uppgift               |
| Landsbygd        | Se nedan                    | Se nedan                     | 33 330                      |
| Gornyj Sjtjit    | 4 726                       | 6 299                        | Ingen uppgift               |
| Istok            | 5 765                       | 5 962                        | Ingen uppgift               |
| Sadovyj          | 3 017                       | 3 242                        | Ingen uppgift               |
| Severka          | 3 380                       | 3 516                        | Ingen uppgift               |
| Sjabrovskij      | 3 933                       | 4 526                        | Ingen uppgift               |
| Sovchoznyj       | 3 605                       | 3 939                        | Ingen uppgift               |
| Övrig landsbygd  | 6 617                       | 5 923                        | Ingen uppgift               |
| TOTALT           | 1 340 465                   | 1 383 179                    | 1 461 372                   |

Koltsovo och Sjirokaja Petjka är numera sammanslagna med centrala Jekaterinburg.

## Klimat
|                        | Jan   | Feb   | Mar   | Apr   | Maj   | Jun  | Jul  | Aug  | Sep  | Okt   | Nov   | Dec   | År    |
| ---------------------- | ----- | ----- | ----- | ----- | ----- | ---- | ---- | ---- | ---- | ----- | ----- | ----- | ----- |
| Medeltemp. (°C)        | −12,6 | −11,1 | −3,8  | 4,3   | 11,3  | 17,1 | 19,0 | 15,9 | 9,8  | 3,4   | −5,8  | −11,0 | 3,0   |
|                        |       |       |       |       |       |      |      |      |      |       |       |       |       |
| Högsta rekord (°C)     | 5,6   | 9,4   | 17,3  | 28,8  | 33,4  | 35,6 | 38,8 | 37,2 | 31,9 | 24,7  | 13,5  | 5,9   | 38,8  |
| Högsta medeltemp. (°C) | −9,1  | −6,8  | 1,0   | 9,8   | 17,4  | 23,0 | 24,4 | 21,1 | 14,5 | 6,8   | −2,8  | −7,9  | 7,6   |
| Lägsta medeltemp. (°C) | −15,7 | −14,5 | −7,6  | 0,0   | 6,2   | 12,1 | 14,4 | 11,9 | 6,4  | 0,7   | −8,3  | −13,7 | −0,7  |
| Lägsta rekord (°C)     | −44,6 | −42,4 | −39,2 | −21,8 | −13,5 | −2,3 | 1,5  | −1,0 | −9,0 | −26,6 | −39,2 | −46,7 | −46,7 |
|                        |       |       |       |       |       |      |      |      |      |       |       |       |       |
| Nederbörd (mm)         | 26    | 20    | 20    | 28    | 50    | 74   | 89   | 72   | 58   | 39    | 33    | 28    | 537   |
| Källa: pogoda.ru       |       |       |       |       |       |      |      |      |      |       |       |       |       |

## Kända personer från staden
Detta är en lista på några av de mest kända personerna från Jekaterinburg/Sverdlovsk:
- Irina Antonenko (född 1991), Miss Ryssland 2010
- Pavel Bazjov (1879–1950), barnboksförfattare
- Ljudmila Bragina (född 1943), friidrottare
- Nikolaj Chabibulin (född 1973), ishockeymålvakt
- Pavel Datsiuk (född 1978), ishockeyspelare
- Boris Jeltsin (1931–2007), rysk president
- Nikolaj Karpol (född 1938), volleybollcoach
- Ilja Kormiltsev (1959–2007), poet
- Vladislav Krapivin (1938–2020), barnboksförfattare
- Nikolaj Krasovskij (1924–2012), matematiker
- Jevgenij Michajlovitj Malachin (1938–2005), poet m.m.
- Gennadij Mesiats (född 1936), fysiker
- Eduard Rossel (född 1937), före detta guvernör i Sverdlovsk Oblast
- Sergej Tjepikov (född 1967), skidskytt
- Arkadij Tjernetskij (född 1950), borgmästare
- Vladimir Tretiakov (1936–2021), matematiker
- Sergej Vonsovskij (1910–1998), fysiker